# بيز سورليج
بيز سورليج (بالإنجليزية: Piz Surlej)‏ هو أحد جبال سلسلة سلسلة بيرنينا ويقع في كانتون غراوبوندن في سويسرا. يحتل المرتبة رقم 144 في قائمة جبال سويسرا من حيث الارتفاع، إذ يبلغ ارتفاعه حوالي 3188 متر، بينما يبلغ ارتفاع نتوء الجبل 433 متر، هذا وقد سجل أول وصول لقمة الجبل عام 1846.